# Talbot 105

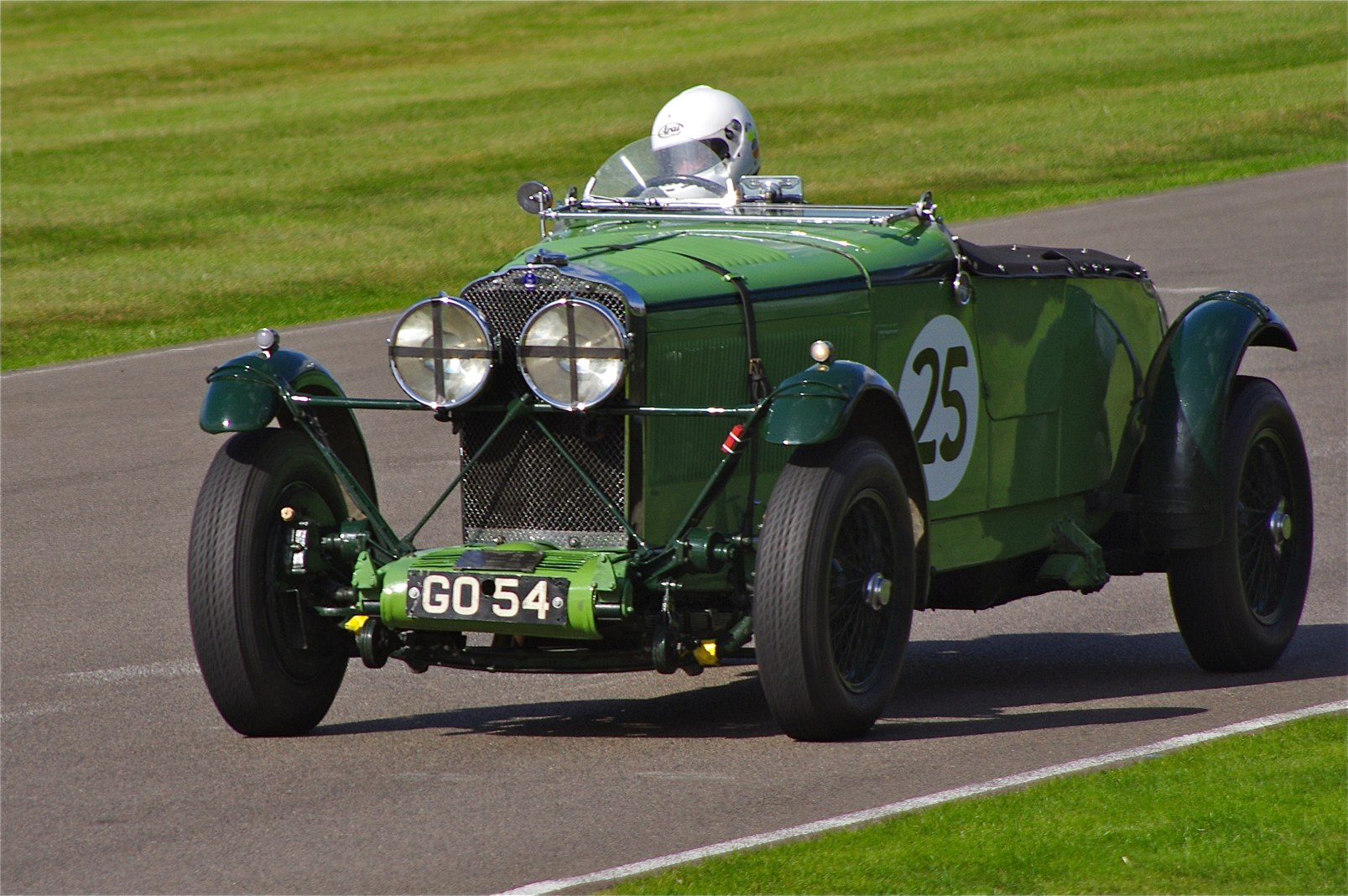
Talbot AV 105 tävlade på Le Mans 1931.

Talbot 105 är en personbil, tillverkad av den brittiska biltillverkaren Clément-Talbot mellan 1931 och 1937.

## Bakgrund
Schweizaren Georges Roesch hade anställts av Clément-Talbot i North Kensington, London som konstruktör 1916. I mitten av 1920-talet tog han fram en sexcylindrig stötstångsmotor med 1,7 liters slagvolym som introducerades hösten 1926. Motorn visade sig ha stor utvecklingspotential och användes i Talbots bilar fram till Rootesgruppens övertagande av företaget efter moderbolaget STD Motors konkurs 1935.

## Talbot 105
Roeschs sexa förstorades till 2,3 liter i modellerna 75 och 95 från 1930 och sedan till 3 liter i Talbot 105 året därpå. Tillsammans med modell 110 med 3,4 litersmotor räknas de till de bästa brittiska bilarna från perioden.

## Motorsport
Talbot tävlade flitigt med Roeschs bilar. 90-modellen kom trea och fyra i Le Mans 24-timmars 1930, slagna endast av två Bentley Speed Six. Man tävlade även framgångsrikt i Grand Prix-racing och rally.